# Wormaldia echinata
Wormaldia echinata là một loài Trichoptera trong họ Philopotamidae. Chúng phân bố ở miền Cổ bắc.